# 天乙站
天乙站（：／ Ch'ŏnŭl-yŏk */?）是朝鮮民主主義人民共和國咸鏡南道水洞郡天乙里的一個鐵路車站，属于平罗线。

## 邻近车站
平罗线
巨次站 - 天乙站 - 云谷站